# 2-га гвардійська артилерійська дивізія (СРСР)
2-га гвардійська артилерійська Перекопська Червонопрапорна ордена Суворова дивізія (2 АртД, в/ч 25780) — колишнє з'єднання ракетних військ та артилерії Радянської армії а згодом Росії, яке існувало від 1943 до 1993 року. Створена 1 березня 1943 році на основі 4-ї артилерійської дивізії.

## Історія
Створена 1 березня 1943 році на основі 4-ї артилерійської дивізії.
У травні 1960 року 19-та гвардійська гарматна артилерійська бригада була переформована в 7-му гвардійську ракетну бригаду.
У 1971 році 463-й гвардійський гаубичний артилерійський полк було переформовано в 463-й гвардійський реактивний артилерійський полк.
У 1974 році 315-й та 316-й гвардійські гаубичні артилерійські полки долучилися до дивізії.
У 1976 році створено 258-й протитанковий артилерійський полк.
У 1978: 2 полки з 152-мм МЛ-20, 2 полки з 130-мм М-46, 1 полк з БМ-21 та 1 полк з 100-мм Т-12
У 1989 році:
- 315-й гвардійський важкий гаубичний артилерійський полк було переформовано на 287-му гвардійську важку гаубичну артилерійську бригаду
- 000 розвідувальний артилерійський полк було розформовано

У 1991 році:
- 316-й гвардійський важкий гаубичний артилерійський полк було переформовано на 285-ту гвардійську важку гаубичну артилерійську бригаду
- 458-й гвардійський гарматний артилерійський полк переформовано на 268-му гвардійську гарматну артилерійську бригаду.

Розформована в 1993 році - традиції, почесті та нагороди передані 34-й артилерійській дивізії.

## Структура
Протягом історії з'єднання його структура та склад неодноразово змінювались.

### 1946
- 4-та гвардійська легка артилерійська бригада - пізніше перейменована на 45-ту гвардійську важку мінометну бригаду
- 5-та гвардійська гаубична артилерійська бригада
- 6-та гвардійська важка гаубична артилерійська бригада
- 19-та гвардійська гарматна артилерійська бригада
- 145-та гаубична артилерійська бригада великої потужності
- 39-та гвардійська мінометна бригада

### 1970
- 457-й гвардійський гаубичний артилерійський полк (Пушкін, Ленінградська область) - колишня 5-та гвардійська гаубична артилерійська бригада
- 458-й гвардійський гарматний артилерійський полк (Павловськ, Ленінградська область) - колишня 6-та гвардійська важка гаубична артилерійська бригада
- 463-й гвардійський гаубичний артилерійський полк (Пушкін, Ленінградська область) - колишня 45-та гвардійська важка мінометна бригада
- 000 розвідувальний артилерійський батальйон (Пушкін, Ленінградська область)

### 1980
- 315-й гвардійський важкий гаубичний артилерійський полк (Павловськ, Ленінградська область)
- 316-й гвардійський важкий гаубичний артилерійський полк (Павловськ, Ленінградська область) - колишня 20-та гвардійська гарматна артилерійська бригада
- 457-й гвардійський гаубичний артилерійський полк (Пушкін, Ленінградська область)
- 458-й гвардійський гарматний артилерійський полк (Павловськ, Ленінградська область)
- 463-й гвардійський реактивний артилерійський полк (Пушкін, Ленінградська область)
- 258-й протитанковий артилерійський полк (Павловськ, Ленінградська область)
- 000 розвідувальний артилерійський батальйон (Пушкін, Ленінградська область) - розгорнуто в полк у 1980

### 1988
- 315-й гвардійський важкий гаубичний артилерійський полк (Павловськ, Ленінградська область)
- 316-й гвардійський важкий гаубичний артилерійський полк (Павловськ, Ленінградська область)
- 457-й гвардійський гаубичний артилерійський полк (Пушкін, Ленінградська область)
- 458-й гвардійський гарматний артилерійський полк (Павловськ, Ленінградська область)
- 463-й гвардійський реактивний артилерійський полк (Пушкін, Ленінградська область)
- 258-й протитанковий артилерійський полк (Павловськ, Ленінградська область)
- 000 розвідувальний артилерійський полк (Пушкін, Ленінградська область)

## Розташування
- Пушкінські казарми: 59 42 21N, 30 24 02E
- Павловські казарми: 59 40 28N, 30 27 03E

## Оснащення
Оснащення на 19.11.90 (за умовами УЗЗСЄ):
- Штаб дивізії: 1 R-145BM
- 287-ма гвардійська важка гаубична артилерійська бригада: 48 152мм Д-20 та 1 Р-145БМ
- 316-й гвардійський важкий гаубичний артилерійський полк: 48 152мм Д-20, 3 ПРП-3, 1 Р-145БМ та 60 МТ-ЛБТ
- 457-й гвардійський гаубичний артилерійський полк: 48 122мм Д-30, 12 1В18, 4 1В19, 5 ПРП-4 та 1 Р-145БМ
- 458-й гвардійський гарматний артилерійський полк: 48 152мм 2А36 «Гіацинт-Б»
- 463-й гвардійський реактивний артилерійський полк: 48 9П149 «Ураган», 1 ПРП-3 та 1 Р-145БМ
- 258-й протитанковий артилерійський полк: 72 100мм МТ-12, 104 МТ-ЛБТ (включаючи 32 з встановленими протитанковими ракетними комплексами), 5 Р-145БМ та 1 ПРП-3